# Hein Tops
H.J.M. (Hein) Tops (Groenlo, 12 februari 1944 – Valkenswaard, 19 maart 2000) was een Nederlands politicus van de PvdA.
In april 1982 werd hij de burgemeester van Udenhout. In juli 1991 volgde zijn benoeming tot burgemeester van Valkenswaard wat hij bleef tot hij in de nacht van 18 op 19 maart 2000 op 56-jarige leeftijd overleed aan een hartaanval.